# Pawnee (Teksas)
Pawnee je naseljeno mjesto za statističke potrebe u američkoj saveznoj državi Teksas. Prema popisu stanovništva iz 2010. u njemu je živjelo 166 stanovnika.